# 二宮フサ
二宮 フサ（にのみや ふさ、1926年7月29日- 2017年3月1日）は、日本のフランス文学者、翻訳家。東京女子大学名誉教授。フランス文学者二宮敬の妻。

## 略歴
東京生まれ。東京女子大学外国語学部卒、東京大学文学部仏文科卒。1955年東京女子大学専任講師、敬とともにフランス留学。その後助教授、教授、1995年定年退任、名誉教授。

## 翻訳
- 『自由思想の歴史』（アルベール・バイエ、二宮敬共訳、白水社、文庫クセジュ） 1960
- 『人形劇の歴史』（ガストン・バティ/ルネ・シャヴァンス、白水社、文庫クセジュ） 1960
- 「フェードル」（ラシーヌ、筑摩書房、『世界文学大系14 (古典劇集)』） 1961
- 『クレーヴの奥方』（ラファイエット夫人、中央公論社、世界の文学3） 1964、新装版 1994
- 『イソップの寓話』（白水社） 1971。改題『イソップ童話』（偕成社文庫 上下）1983
- 『ねこのミヤドー』（アンリ・コルネリュス、講談社、世界の児童文学名作シリーズ） 1974
- 『おはなしうた』（ロベール・デスノス、晶文社） 1976
- 『王の小径 マントノン夫人の回想』（フランソワーズ・シャンデルナゴール、河出書房新社） 1984
  - 改題『無冠の王妃 マントノン夫人 ルイ十四世正室の回想』（中公文庫 上下） 2007
- 『ボーヴォワールへの手紙 サルトル書簡集2』（共訳、人文書院） 1988
- 『ラ・ロシュフコー箴言集』（岩波文庫） 1989、ワイド版1991
- 『シャム王国旅日記』（タシャール・ショワジ、岩波書店、17・18世紀大旅行記叢書7） 1991
- 『テレマコスの冒険』（フェヌロン、岩波書店、ユートピア旅行記叢書4） 1998
- 『フランス・プロテスタントの反乱 カミザール戦争の記録』（ジャン・カヴァリエ、岩波文庫） 2012

### シモーヌ・ド・ボーヴォワール
- 『女ざかり ある女の回想』（シモーヌ・ド・ボーヴォワール、朝吹登水子共訳、紀伊國屋書店） 1963
- 『或る戦後』（シモーヌ・ド・ボーヴォワール、朝吹登水子共訳、紀伊國屋書店） 1965
- 『アメリカその日その日』（シモーヌ・ド・ボーヴォワール、人文書院、ボーヴォワール著作集5） 1967
- 『決算のとき』（シモーヌ・ド・ボーヴォワール、朝吹三吉共訳、紀伊國屋書店） 1973 - 1974
- 『別れの儀式』（シモーヌ・ド・ボーヴォワール、朝吹三吉, 海老坂武共訳、人文書院） 1984

### エクトール・マロ
- 『家なき子』（エクトール・マロ、偕成社文庫 上下） 1997
- 『家なき娘』（エクトール・マロ、偕成社文庫 上中下） 2002
- 『ロマン・カルブリス物語』（エクトール・マロ、偕成社文庫） 2006